# 2월 10일
2월 10일은 그레고리력으로 41번째(윤년일 경우도 41번째) 날에 해당한다.

## 사건
- 1258년 - 바그다드가 몽골 제국에 함락되고 압바스 왕조가 멸망하다.
- 1763년 - 7년 전쟁 종결을 위한 영국과 프랑스의 파리 조약 체결
- 1948년 - 백범 김구가 《삼천만 동포에게 읍고함》이란 제목으로 남한 단독정부 수립반대 성명을 발표하다.
- 1951년 - 거창양민학살사건 발생.
- 1963년 - 규슈 북부 5개시(고쿠라 시,모지 시,도바타 시,야하타 시,와카마쓰 시)통합.이로 인해 기타큐슈시가 발족된다.
- 1992년 - 대한민국이 우크라이나와 수교하다.
- 2008년 - 국보 제1호 숭례문이 방화로 전소되다.
- 2011년 - 인도 재벌 무케시 암바니 회장이 이메일 성명을 통해 "라이벌회사가 퍼뜨린 루머로 인한 주가 하락으로 26억달러의 손실"을 입다.
- 2014년 -
  - 강원도 영동 지방에 이날까지 며칠간 1미터가 넘는 눈이 내리다.
  - 도널드 그레그 전 주한 미국대사가 조선민주주의인민공화국 외무성 초청으로 비공식 방문하다.
  - 일본 도쿄 도지사 선거에서 마스조에 요이치가 압도적인 표차로 당선되다.
- 2025년 - 대전 초등학생 피살 사건이 발생하다.

## 문화
- 1965년 - 춘천댐이 완공되다.
- 1995년 - 황우석 연구 팀이 대한민국 최초로 복제송아지 생산에 성공하다.
- 2007년 - 대한민국 가수 원더걸스가 KBS 뮤직뱅크를 통해 데뷔.
- 2010년 - 허정무 감독이 이끄는 대한민국이 중국에 0:3으로 참패를 당하다. (이 사건으로 32년 동안 이어져오던 공한증이 막을 내리다.)
- 2022년 - 서울특별시 마포구 상암동에서 무인 자동차가 운행을 시작되다.
- 2024년 - 매드포갈릭 롯데몰여수점이 설날 연휴 기간에 영업을 종료하였다.

## 탄생
- 1492년 - 조선 중기의 학자, 은사 이영. (~1583년)
- 1534년 - 조선 중기의 유학자 겸 철학자, 정치인 송익필. (~1599년)
- 1656년 - 프랑스의 장군, 원수 마르생 백작 페르디낭. (~1706년)
- 1766년 - 미국의 정치인 헨리 스미스. (~1818년)
- 1775년 - 영국의 수필가 찰스 램. (~1834년)
- 1785년 - 프랑스의 물리학자 클로드 루이 나비에. (~1836년)
- 1890년 - 러시아의 소설가 보리스 파스테르나크. (~1960년)
- 1894년
  - 영국의 총리, 정치인 해럴드 맥밀런. (~1986년)
  - 미국의 야구인 허브 페녹. (~1948년)
- 1898년
  - 대한민국의 정치인 윤치영. (~1996년)
  - 독일의 극작가 베르톨트 브레히트. (~1956년)
- 1902년 - 미국의 물리학자로 월터 브래튼. (~1987년)
- 1903년 - 오스트리아의 축구 선수 마티아스 진델라. (~1939년)
- 1919년 - 러시아의 극작가 알렉산드르 볼로딘. (~2001년)
- 1920년
  - 일제 말기 시대의 농업인 겸 유도 선수 김관철. (~?)
  - 미국의 연극배우 네바 패터슨. (~1992년)
- 1921년
  - 대한민국의 군인 박양원. (~2007년)
  - 대한민국의 군인 이한림. (~2012년)
- 1925년 - 대한민국의 법조인 전병덕. (~2019년)
- 1926년 - 북아일랜드의 축구 선수 대니 블란치플라워. (~1993년)
- 1927년
  - 대한민국의 언론인, 정치인 지갑종. (~2019년)
  - 대한민국의 생물학자, 대학 교수, 총리 장진. (~2011년)
- 1928년 - 대한민국의 군인 전재구. (~2019년)
- 1930년
  - 이탈리아의 배우 루이사 리벨리.
  - 미국의 배우 로버트 와그너.
- 1935년
  - 대한민국의 정치인, 기상캐스터 김동완. (~2024년)
  - 크로아티아의 축구 감독 미로슬라브 블라제비치. (~2023년)
- 1937년 - 미국의 싱어송라이더 로버타 플랙. (~2025년)
- 1941년
  - 대한민국의 야구 감독 이재환. (~2022년)
  - 잉글랜드의 영화 감독 마이클 앱티드. (~2021년)
- 1943년 - 대한민국의 세계평화통일가정연합 한학자.
- 1945년 - 대한민국의 기업인 구본무. (~2018년)
- 1949년
  - 대한민국의 바둑 기사 양상국.
  - 대한민국의 기자, 정치인 선경식. (~2012년)
- 1953년 - 대한민국의 전 야구 선수, 현 야구 코치 이홍범.
- 1955년
  - 대한민국의 해군, 정치인 윤재갑.
  - 우크라이나의 영화배우 옥사나 슈베츠. (~2022년)
- 1956년 - 대한민국의 바둑 기사 백성호.
- 1958년 - 대한민국의 정치인 정병국.
- 1960년 - 대한민국의 축구 선수 정용환. (~2015년)
- 1961년
  - 미국의 영화감독 알렉산더 페인.
  - 미국의 정치가, 언론인 조지 스테퍼노펄러스.
  - 대한민국의 배우 최화정.
- 1962년
  - 캐나다의 가수, 작사가, 배우, 기업가 알렉스 투.
  - 미국의 전 베이시스트, 작곡가 클리프 버튼.
  - 일본의 배우 히노 사토시.
- 1963년 - 대한민국의 정치인 이병선.
- 1964년 - 대한민국의 기업인 박상헌.
- 1965년
  - 대한민국의 정치인 이장우.
  - 일본의 가수 이노우에 아즈미.
- 1966년
  - 대한민국의 방송인, 희극인 지석진.
  - 대한민국의 희극인 이경실.
  - 한국계 캐나다의 무술가 토미 장.
- 1967년
  - 대한민국의 가수, 공연기획자 이주노.
  - 미국의 배우 로라 던.
- 1968년 - 일본의 성우 사카구치 코이치.
- 1970년
  - 대한민국의 배우 이재연.
  - 대한민국의 작가 김동성.
- 1971년
  - 미국의 프로레슬링 선수 리사 마리 배런.
  - 대한민국의 요리사 에드워드 권.
  - 대한민국의 배우 오지영.
- 1972년 - 대한민국의 성우 김기흥.
- 1974년
  - 미국의 배우, 영화 감독 엘리자베스 뱅크스.
  - 대한민국의 전 야구 선수 임봉춘.
- 1975년 - 대한민국의 희극인 이수근.
- 1977년 - 대한민국의 쇼핑호스트 김수진.
- 1978년
  - 푸에르토리코의 가수 돈 오마르.
  - 대한민국의 배우 조운.
  - 미국의 전 야구 선수 세드릭 바워스.
  - 대한민국의 농구 선수 문태영.
- 1980년 - 대한민국의 뮤지컬 배우 에녹.
- 1981년
  - 대한민국의 배우 조여정.
  - 대한민국의 배우 조은지.
  - 대한민국의 전 야구 선수 이명호.
  - 미국의 배우 스테퍼니 비어트리즈.
- 1982년
  - 대한민국의 바둑 기사 옥득진.
  - 대한민국의 사격 선수 최대영.
  - 일본의 성우 호소야 요시마사.
- 1984년
  - 대한민국의 배우 김효진.
  - 대한민국의 배우 박은석.
  - 대한민국의 영화 감독 이돈구.
- 1986년
  - 대한민국의 희극인 홍훤.
  - 콜롬비아의 축구 선수 라다멜 팔카오.
- 1987년
  - 대한민국의 레이싱 모델 전예희.
  - 중국의 피아니스트 유자 왕.
  - 대한민국의 수학강사 현우진.
  - 대한민국의 전직 스타크래프트 프로게이머 김재춘.
  - 일본의 배우 이시다 타쿠야.
- 1988년
  - 일본의 성우 니시 아스카.
  - 일본의 성우 야마무라 히비쿠.
  - 미국의 영화 감독 다니엘 콴.
  - 대한민국의 쇼트트랙 선수 강윤미.
  - 잉글랜드의 배우 제이드 램지.
- 1989년
  - 대한민국의 축구 선수 정산.
  - 대한민국의 바둑 기사 박승화.
  - 노르웨이의 축구 선수 잉빌 이삭센.
  - 대한민국의 피아니스트 선우예권.
- 1990년
  - 대한민국의 가수, 배우 수영 (소녀시대).
  - 대한민국의 가수 후디.
  - 대한민국의 가수 장보윤.
- 1991년
  - 미국의 배우 엠마 로버츠.
  - 대한민국의 가수 록현 (백퍼센트).
  - 미국의 모델 서맨사 후프스.
- 1992년
  - 일본의 가수 나카가와 하루카 (JKT48).
  - 대한민국의 희극인 조충현.
  - 대한민국의 전직 스타크래프트 프로게이머 김현우.
- 1993년 - 대한민국의 전직 배틀그라운드 프로게이머 양대인.
- 1994년
  - 대한민국의 가수 손나은 (에이핑크).
  - 대한민국의 가수 슬기 (레드벨벳).
  - 대한민국의 가수 지영훈.
  - 파라과이의 축구 선수 미겔 알미론.
  - 브라질의 스케이트보드 선수 케우빙 호플레르.
- 1995년
  - 대한민국의 배우 지하윤.
  - 대한민국의 배구 선수 이민욱.
  - 대한민국의 테니스 선수 최지희.
  - 대한민국의 성우 임혁.
  - 일본의 배우 나오.
  - 일본의 배우 카와구치 하루나.
  - 기니의 축구 선수 나뷔 케이타.
- 1996년
  - 대한민국의 야구 선수 황대인.
  - 이라크의 축구 선수 후맘 타리크.
- 1997년
  - 미국의 배우 클로이 그레이스 머레츠.
  - 대한민국의 축구 선수 김대원.
  - 대한민국의 가수, 작곡가 JESE.
- 1998년 - 일본의 성우 네모토 루카.
- 1999년 - 대한민국의 가수 김립 (이달의 소녀).
- 2000년 - 대한민국의 야구 선수 김영규.
- 2001년
  - 대한민국의 가수, 미술가, 유튜버 이슬.
  - 대한민국의 모델, 배우 고이진.
- 2002년
  - 일본의 아이돌 가수 오제키 마이.
  - 대한민국의 축구 선수 장유빈.
- 2005년 - 일본의 배우 스즈키 리오.

## 사망
- 1818년 - 미국의 정치인 헨리 스미스. (1766년~)
- 1829년 - 제252대 로마의 교황 레오 12세. (1760년~)
- 1837년 - 러시아의 시인, 소설가 알렉산드르 푸시킨. (1799년~)
- 1923년 - 독일의 물리학자, 연구원 빌헬름 콘라트 뢴트겐. (1845년~)
- 1939년 - 제259대 로마의 교황 교황 비오 11세. (1857년~)
- 1957년 - 미국의 작가 로라 잉걸스 와일더. (1867년~)
- 1961년 - 체코의 작가 야쿠프 데믈. (1878년~)
- 1970년 - 대한민국의 여성운동가, 교육자 김활란. (1899년~)
- 1974년 - 대한민국의 극작가 유치진. (1905년~)
- 1976년 - 대한민국의 축구 선수, 축구 감독 정국진. (1917년~)
- 1983년 - 대한민국의 군인 이종찬. (1916년~)
- 1998년 - 프랑스의 정치인, 언론인 모리스 슈만. (1911년~)
- 2000년 - 미국의 배우 짐 바니. (1949년~)
- 2002년 - 대한민국의 정치인 정희택. (1919년~)
- 2005년 - 미국의 극작가 아서 밀러. (1915년~)
- 2007년 - 대한민국의 배우 정다빈. (1980년~)
- 2014년 - 미국의 배우 셜리 템플. (1928년~)
- 2016년 - 대한민국의 축구 선수, 축구 감독 정병탁. (1942년~)
- 2019년
  - 대한민국의 공무원 추경석. (1935년~)
  - 미국의 배우 잔 마이클 빈센트. (1944년~)
- 2021년
  - 대한민국의 야구 선수 하기룡. (1955년~)
  - 스페인의 축구 선수 엔리케 페레스 디아스. (1938년~)
  - 미국의 방송인 래리 플린트. (1942년~)
- 2023년
  - 스페인의 영화 감독 카를로스 사우라. (1932년~)
  - 일본의 야구 선수 이리키 사토시. (1967년~)
  - 카자흐스탄의 정치인 세르게이 테레셴코. (1951년~)
- 2024년 - 탄자니아의 정치인 에드워드 로와사. (1953년~)
- 2025년
  - 이탈리아의 피아노연주자 마리아 티포. (1931년~)
  - 그리스의 축구인 타키스 이코노모풀로스. (1943년~)

## 기념일
- 한국의 설날 - 2013년: 2월 8일 ~ 2월 13일 2024년
- 문화재 방재의 날: 대한민국 문화재청첫 훈련:경복궁)
- 성바울 난파축제(Feast of St. Paul's Shipwreck): AD 60년 사도 바울이 탄 배가 난파해 몰타에 온 것을 기념하는 날, 몰타

## 같이 보기
- 전날: 2월 9일 다음날: 2월 11일 - 전달: 1월 10일 다음달: 3월 10일
- 음력: 2월 10일
- 모두 보기